# Eleutheria dichotoma
Eleutheria dichotoma är en nässeldjursart som beskrevs av de Quatrefages 1842. Enligt Catalogue of Life ingår Eleutheria dichotoma i släktet Eleutheria och familjen Eleutheriidae, men enligt Dyntaxa är tillhörigheten istället släktet Eleutheria och familjen Eleutheridae. Arten är reproducerande i Sverige. Inga underarter finns listade i Catalogue of Life.